# Josef Klose
Josef Klose (en polaco: Józef Klose; Kędzierzyn-Koźle, Polonia, 3 de octubre de 1947) es un exfutbolista polacoalemán que jugaba como delantero. Es padre del  delantero campeón del mundo con la selección alemana Miroslav Klose y de otra hija.
Comenzó su carrera en Energetyk Sławięcice. Desde 1966, fue delantero del Odra Opole. En noviembre de 1978, el año en que nació su hijo, se unió al equipo francés AJ Auxerre cuando estaba en la Ligue 2. Les ayudó a obtener un ascenso en 1980 a la Ligue 1, donde jugó 14 partidos, anotando dos veces. De 1981 a 1984, ya en sus treinta y tantos años, jugó para el equipo de cuarta división Châlons-sur-Saône FC, que en 1982 ascendió a la tercera división.
Está casado con Barbara Jeż, exmiembro de la selección nacional femenina de balonmano de Polonia (jugó 82 partidos internacionales como portera). Su familia, de ascendencia germanosilesiana, había sido ciudadana de la Alemania Imperial en el estado federado de Alta Silesia (hasta 1945) y, gracias a ello, en 1985 se establecieron como Aussiedler en Kusel, Alemania Federal.

## Clubes
| Club       | País    | Año       |
| ---------- | ------- | --------- |
| Odra Opole | Polonia | 1966-1978 |
| AJ Auxerre | Francia | 1978-1980 |
| FC Chalon  | Francia | 1981-1984 |

## Palmarés

### Campeonatos nacionales
| Título          | Club       | País    | Año  |
| --------------- | ---------- | ------- | ---- |
| Copa de la Liga | Odra Opole | Polonia | 1977 |
| Division 2      | AJ Auxerre | Francia | 1980 |